# Benefício definido
Benefícios defiinidos(BD) é uma das modelagens ou classificações existentes para Planos de Benefícios, sejam de previdência, de assistência médica, etc. Na modelagem BD o benefício será efetivamente o que foi acordado e informado no momento da contratação do plano. Essa característica faz com que o valor dos aportes (do funcionário e/ou da empresa) a um plano BD possam variar caso o benefício previsto, quando da adesão ao Plano, precise de mais recursos para ser atingido.   ref>«Blog BB Previdência – Previdência Complementar: CD, CV, BD, CASSI – o que significa isso?». blog.bbprevidencia.com.br. Consultado em 30 de março de 2019</ref>